# Alóza
Az alóza (Alosa) a sugarasúszójú halak (Actinopterygii) osztályának heringalakúak (Clupeiformes) rendjébe, ezen belül a heringfélék (Clupeidae) családjába tartozó nem. A típusfaj a fattyúhering (Alosa alosa).

## Előfordulásuk
Az alóza-fajok megtalálhatók az Atlanti-óceán mindkét oldalán, ezenkívül előfordulnak a Földközi- a Fekete- és a Kaszpi-tengerben, belső édesvízi tavakban és a folyókban is. Többségük csak az édesvízben ívik.

## Megjelenésük
Általában a hátuk sötét vagy fekete, fejük kékes, zöldes vagy lilás. Egyes fajok háta szürke vagy zöld. A fej mögött és az úszókon sötét foltok találhatók; ezek mérete és száma fajtól függően változó. A legtöbb faj csak 300 grammos, vagy ennél is könnyebb, de a dunai hering eléri akár a 2 kilogrammos testtömeget is.

## Szaporodásuk
Az alózák általában anadrom vándorhalak (a tengerből az édesvízbe vonul ívni). Számos akadályon kell, hogy átmenjenek, hogy az ívási helyhez eljussanak. Legfőbb ívóhelyeik a folyótorkolatok. Ezeken a helyeken sok a táplálék, de a ragadozók is. Mivel a legtöbb felnőtt hal elpusztul ívás után, az ivadék kell, hogy visszaússzon a tengerekbe. A vándorlás hossza, szabja meg, hogy hány hal éli túl az ívási időszakot.
A szaporodás fajtól függően változó. Iránban végzett megfigyelések, arra következtettek, hogy az ívásban szerepet játszik az évszak, a hely és a vízhőmérséklete. A termékenység is ezektől a tényezőktől függ. A legtöbbjük kora április és késő augusztus között ívik, amikor a vízhőmérséklet 11-27 Celsius-fok között van. A nőstények 20 000–312 000 ikrát raknak.
Ahol több faj előfordul ugyanazon a helyen, hibrid példányok is megjelennek. Az Alosa-fajok körülbelül 10 évig is élhetnek, azonban a legtöbbjük ívás után elpusztul.

## Rendszerezés
Az alóza nembe az alábbi 24 faj tartozik:

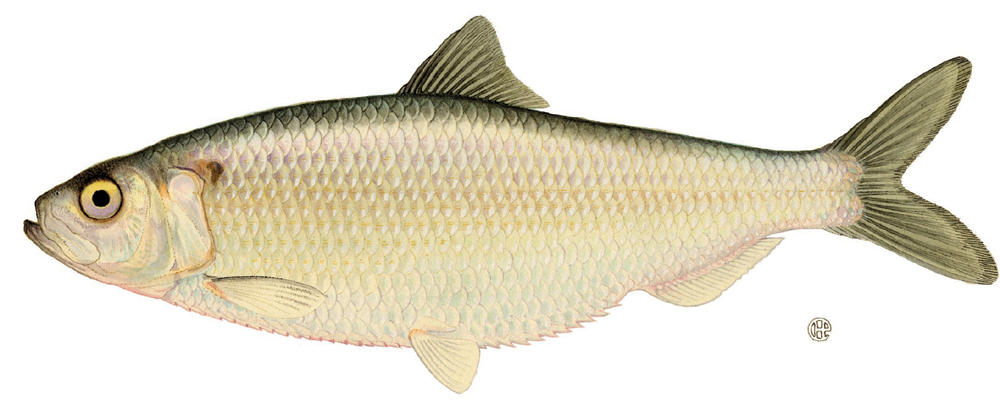
Alosa aestivalis

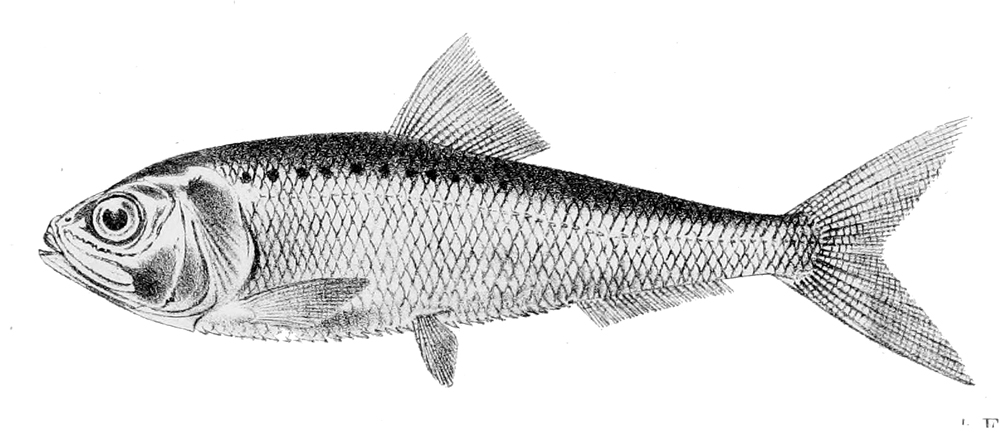
Alosa alosa

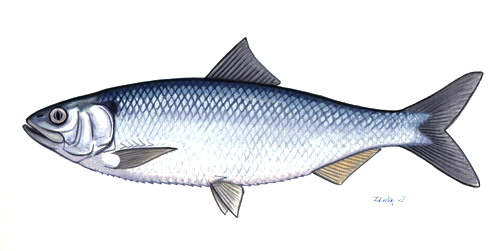
Alosa immaculata

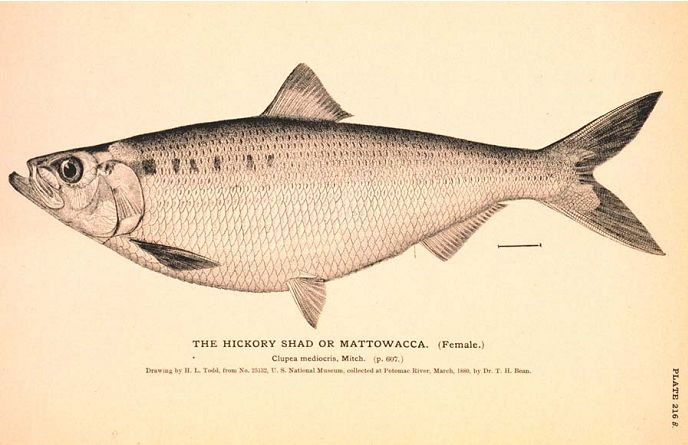
Alosa mediocris

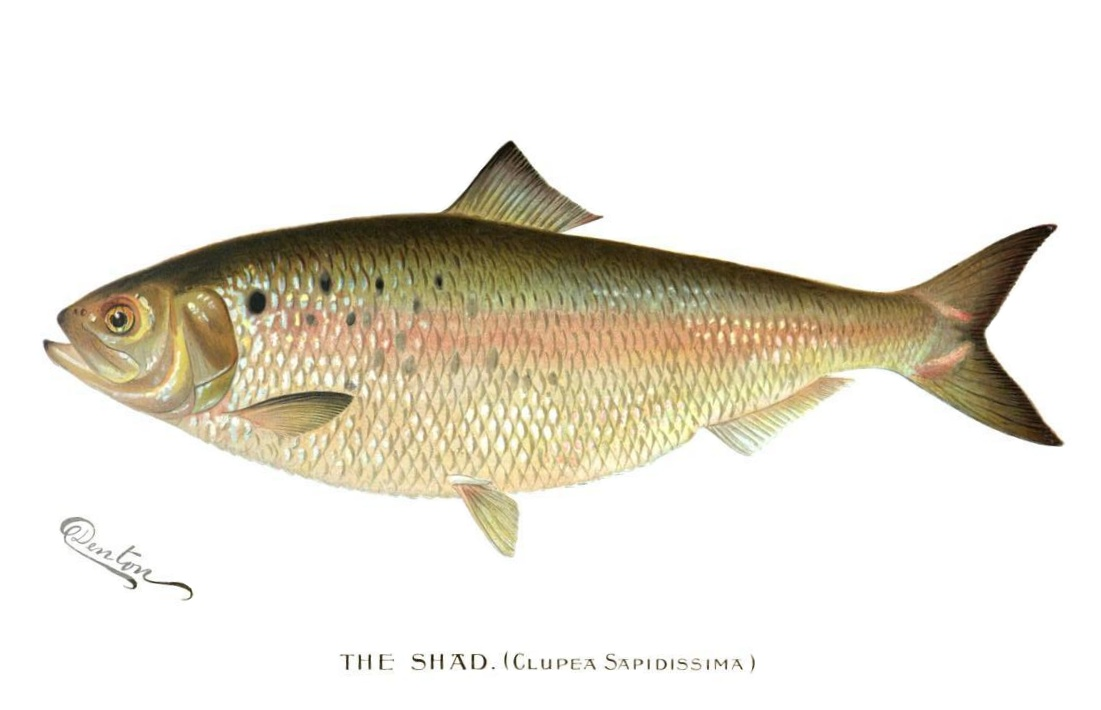
Alosa sapidissima

- kékhátú alóza (Alosa aestivalis) (Mitchill, 1814) - Nyugat-Atlanti-óceán
- Alosa agone (Scopoli, 1786) - Európa és Földközi-tenger
- Alosa alabamae D. S. Jordan & Evermann, 1896 - Nyugat-Közép-Atlanti-óceán
- Alosa algeriensis Regan, 1916 - Földközi-tenger
- fattyúhering (Alosa alosa) (Linnaeus, 1758) - Kelet-Atlanti-óceán; típusfaj
- Alosa braschnikowi (Borodin, 1904) - volt Szovjetunió és Ázsia
- kaszpi-tengeri kis hering (Alosa caspia), korábban (Caspialosa caspia) (Eichwald, 1838) - Eurázsia
- Alosa chrysochloris (Rafinesque, 1820) - Nyugat-Közép-Atlanti-óceán
- Kizilaga-hering (Alosa curensis), korábban (Caspialosa curensis) (Suvorov, 1907) - Európa és Ázsia
- finta (Alosa fallax) (Lacépède, 1803) - Északkelet-Atlanti-óceán
- dunai hering (Alosa immaculata), korábban (Alosa pontica vagy Caspialosa pontica) E. T. Bennett, 1835 - Eurázsia
- Alosa kessleri (Grimm, 1887) - volt Szovjetunió és Ázsia
- Alosa killarnensis Regan, 1916 - Európa
- Alosa macedonica (Vinciguerra, 1921) - Európa
- lagúnahering (Alosa maeotica), korábban (Caspialosa maeotica) (Grimm, 1901) - Eurázsia
- Alosa mediocris (Mitchill, 1814) - Nyugat-Atlanti-óceán
- Alosa pseudoharengus (A. Wilson, 1811) - Észak-Amerika
- Alosa sapidissima (A. Wilson, 1811) - Észak-Amerika
- nagyszemű hering (Alosa saposchnikowii), korábban (Caspialosa saposchnikowii) (Grimm, 1887) - volt Szovjetunió és Ázsia
- Alosa sphaerocephala (Berg, 1913) - volt Szovjetunió és Ázsia
- volgai hering (Alosa suworowi), korábban (Caspialosa suworowi) (Berg, 1913) - Európa
- Alosa tanaica (Grimm, 1901) - Fekete-tenger és Márvány-tenger
- Alosa vistonica Economidis & Sinis, 1986 - Európa
- Alosa volgensis (L. S. Berg, 1913) - Európa

## Kereskedelmi célú halászata
Azokról a halakról, melyek az élelmezésben fontos szerepet töltenek be a Élelmezésügyi és Mezőgazdasági Világszervezet éves jelentést készít. Ez alapján az alóza nembe sorolt halak kereskedelmi halászata világösszesen az alábbi táblázatban foglalt tonnában számított fogást eredményezte.
| A kereskedelmi célú halászat eredményeként a természetes vizekből fogott alózák mennyisége tonnában. | A kereskedelmi célú halászat eredményeként a természetes vizekből fogott alózák mennyisége tonnában. | A kereskedelmi célú halászat eredményeként a természetes vizekből fogott alózák mennyisége tonnában. | A kereskedelmi célú halászat eredményeként a természetes vizekből fogott alózák mennyisége tonnában. | A kereskedelmi célú halászat eredményeként a természetes vizekből fogott alózák mennyisége tonnában. | A kereskedelmi célú halászat eredményeként a természetes vizekből fogott alózák mennyisége tonnában. | A kereskedelmi célú halászat eredményeként a természetes vizekből fogott alózák mennyisége tonnában. |
| 2003                                                                                                 | 2004                                                                                                 | 2005                                                                                                 | 2006                                                                                                 | 2007                                                                                                 | 2008                                                                                                 | 2009                                                                                                 |
| --- | --- | --- | --- | --- | --- | --- |
| 510 216                                                                                              | 554 620                                                                                              | 580 655                                                                                              | 577 716                                                                                              | 582 828                                                                                              | 589 287                                                                                              | 592 556                                                                                              |

### Fordítás
- Ez a szócikk részben vagy egészben  a   Shad című angol Wikipédia-szócikk ezen változatának fordításán alapul.  Az eredeti cikk szerkesztőit annak laptörténete sorolja fel. Ez a jelzés csupán a megfogalmazás eredetét és a szerzői jogokat jelzi, nem szolgál a cikkben szereplő információk forrásmegjelöléseként.

### Az alóza internetes leírásai
- Alosa Linck, 1790. BioLib.cz. (Hozzáférés: 2011. december 22.)
- Alosa (angol nyelven). Encyclopedia of Life. (Hozzáférés: 2011. december 22.)
- Alosa (angol nyelven). uBio. (Hozzáférés: 2011. december 22.)